# Pedra Negra

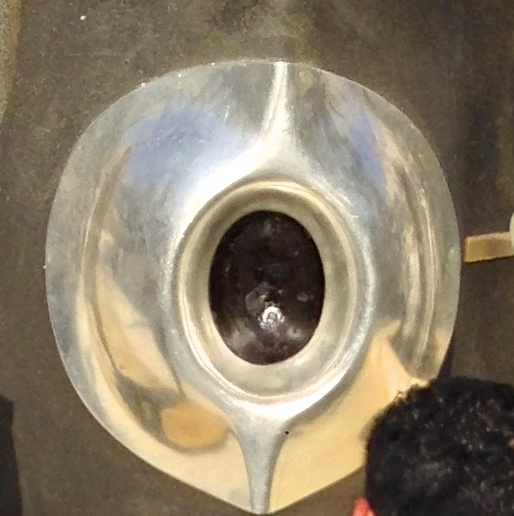
La Pedra Negra

La Pedra Negra (en àrab الحجر الأسود, al-ḥajar al-aswad) és una relíquia molt important dins del món musulmà. És situada a l'angle sud-est de la Kaba ("casa de Déu"), l'edifici sagrat dels musulmans situat a la Meca i vers el qual s'orienten per a pregar.
La pedra, que pot ser un meteorit o una tectita, fa aproximadament uns 30 cm de diàmetre i està situada a uns 1,5 m del nivell del sòl. Com que al llarg de la història s'ha trencat diverses vegades, els diferents fragments són mantinguts amb un marc d'argent.
Quan els pelegrins fan les set voltes al voltant del Kaba seguint el ritual (tawaf) del hajj, miren d'aturar-se i de besar la Pedra Negra, emulant el petó que, segons la tradició popular, va fer-li el profeta Muhàmmad. Si no ho aconsegueixen, a causa de la gentada present, li fan un signe de lluny cada cop que hi passen davant.